# Чехословацька вовкособака
Чехословацька вовкособака (чеськ. Československý vlčák, англ. Czechoslovakian wolfdog) — порода великих собак, подібних до вовка, створена в Чехословаччині схрещуванням німецької вівчарки та карпатського вовка (Canis lupus lupus). Оригінальна спроба прикордонників під керівництвом Карла Гартла привела до появи чехословацької національної породи. Після 1993 року (поділ Чехословацької федерації) Словаччина взяла на себе так званий патронат породи.

## Історія породи
У 1955 році в рамках наукового біологічного експерименту начальник прикордонної кінологічної служби Карл Гартл розпочав спроби схрестити карпатського вовка з німецькою вівчаркою. Мета полягала у створенні нової породи собак, які б мали вигляд вовка, але зберігали риси поведінки характерні для службових собак.
Перші гібридні цуценята народилися 26 травня 1958 року в Лібейовіце у вовчиці «Брити» та пса породи німецька вівчарка — «Цезаря» з Березового гаю. Весь проєкт був досить детально підготований. Цуценят ретельно доглядали, вони виростали в різних середовищах, були вивчені передумови для їхнього навчання. Батьком другого покоління в Лібейовіце став інший пес «Курт» з Вацлавки. У зрілому віці їх нащадки знову були спаро́вані з неспорідненими німецькими вівчарками. Частка «вовчої крові» в цуценят четвертого покоління зменшилася до 6,25 %. Таким чином, анатомічні особливості, фізіологічні властивості та характерні елементи в поведінці тварин можна було порівняти не лише між вовком, собакою та їх гібридами, а й між особинами на різних рівнях схрещування.

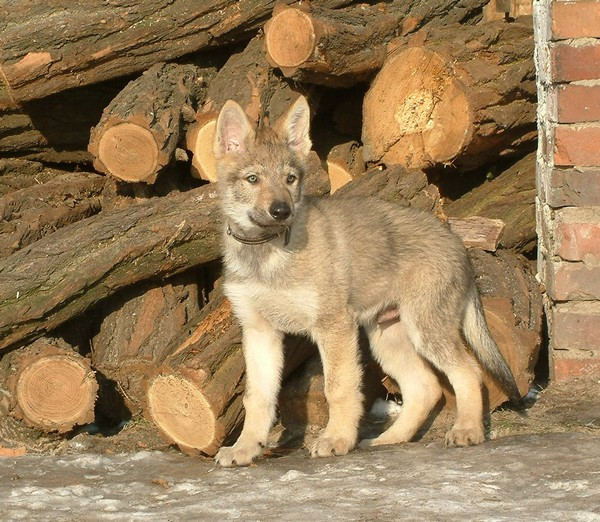
Цуценя

Цуценята першого покоління за зовнішнім виглядом та поведінкою нагадували вовків. Результати їхнього навчання навряд чи відповідали затраченим зусиллям. Собаки другого покоління, яких відокремлювали від матерів як тільки їх не треба було годувати молоком і виховували окремо, вже були повністю підготовані. Більшість собак третього та четвертого поколінь змогли пройти звичайний навчальний курс і могли бути призначені до служби. У порівнянні з собаками вони мали кращі орієнтаційні навички, кращий зір вночі, кращий слух і набагато кращий нюх.
Під час випробувань на витривалість гібриди пробігли всю 100-кілометрову трасу, не виснажуючись, стирання подушечок на лапах було рівномірним і меншим ніж у німецьких вівчарок. Після вправи їм для відпочинку було потрібно близько 7 годин. Крива активності вовків та гібридів протягом 24 годин мала два максимуми (вранці та ввечері) і значно перевищувала значення, зафіксовані у собак.
Результати експерименту були оцінені та опубліковані у 1964—1965 роках. Доповідь Карла Гартла «Результати схрещування вовків з собаками» заслужила на особливу увагу в червні 1965 року в Брно, де відбулася Всесвітня виставка собак, та в Празі, де відбувалися щорічні зустрічі Міжнародної кінологічної федерації (МКФ) та Міжнародного кінологічного конгресу. Після закінчення експерименту був створений план розведення цієї нової породи, який передбачав поєднання корисних характеристик вовка зі сприятливими характеристиками собаки. Далі селекцією зайнялися цивільні особи, які створили в 1982 році Клуб заводчиків чехословацької вовкособаки (Брно).

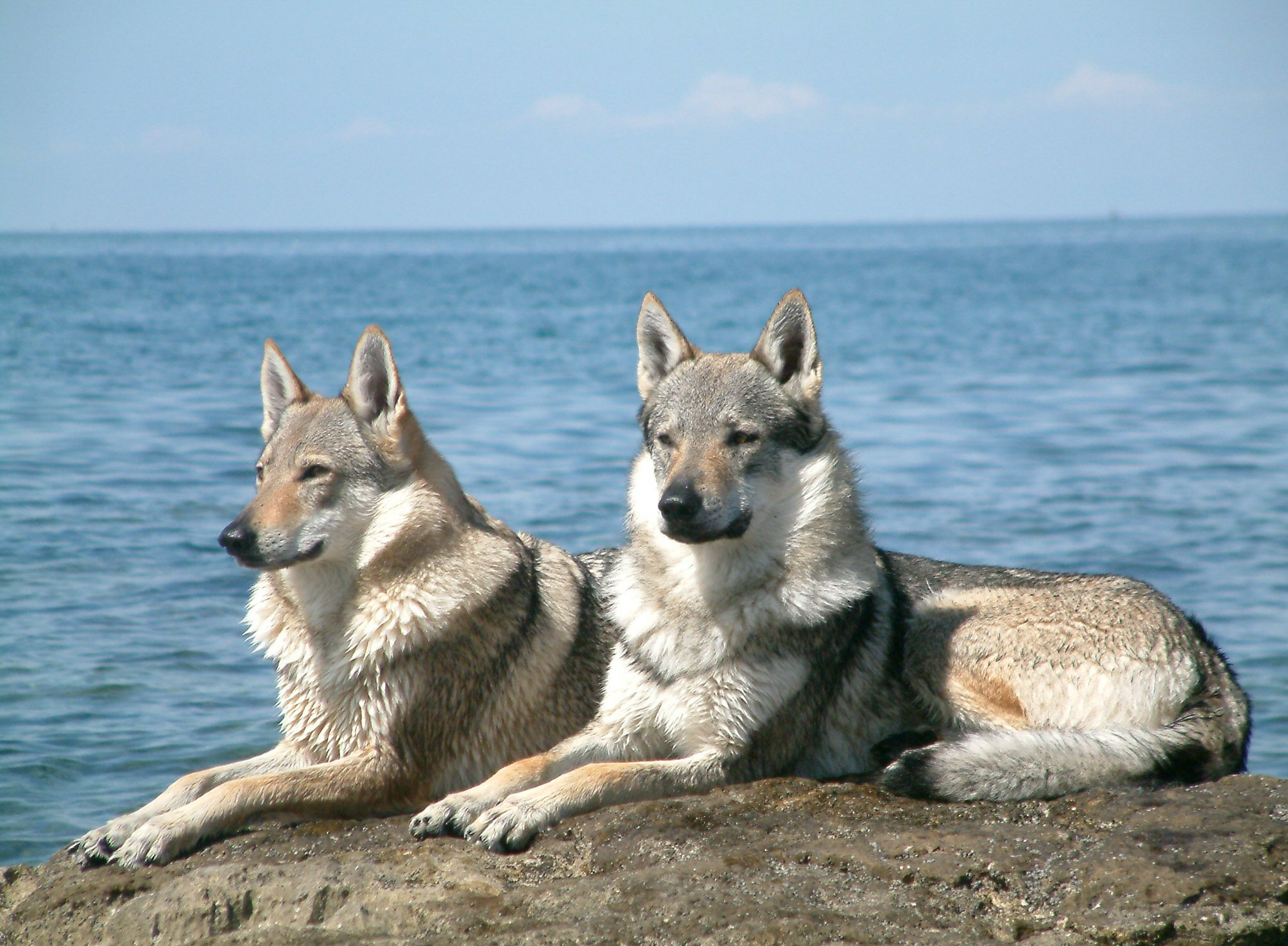

Останнє додавання вовчої крові відбулося в 1983 році. Вовчиця «Лейда» з зоопарку Глубока народила цуценят нової розведеної породи, а їх батьком став пес «Бояр» із Шоттенгофа (Bojar von Shottenhof).
Стандарт чехословацької вовкособаки з номером 332 був затверджений та виданий у Гельсінкі 13 червня 1989 року. Перші титули «світовий переможець» можна було присвоїти чехословацьким вовкособакам на Всесвітній виставці всіх порід у Брно в 1990 році.
Через десять років після визнання стандарту порода знову стала предметом переговорів МКФ — потрібно було підтвердити, що порода все ще є життєздатною та відповідає всім встановленим критеріям.
Після розділу Чехословаччини на підставі угоди між Чехо-Моравським кінологічним союзом та Словацьким кінологічним союзом від 4 липня 1993 року відповідальність за захист породи взяла на себе Словаччина. На Генеральній асамблеї Міжнародної кінологічної федерації в Мексиці 1 червня 1999 році визнання породи Чехословацької вовкособаки було підтверджене остаточно. У 2014 році найбільше зареєстрованих цуценят чехословацьких вовкособак було в Італії (до 200), у Чехії (приблизно 100) та у Словаччині, де кількість цуценят цієї породи становить близько 50 за рік.
Чехословацька вовкособака має хоч не ідеальне, але міцне здоров'я, яке вона успадкувала від своїх вовчих предків, доживає до похилого віку, 12-14 років.

## Зовнішній вигляд
Чехословацька вовкособака середнього розміру, за зовнішнім виглядом, забарвленням шерсті та рухами дуже нагадує свого дикого родича вовка. Вовкособака має зріст вище середнього, міцну конституцію і яскраво виражений статевий диморфізм. Самки мають не менше 60 см в холці, самці — не менше 65 см, але зазвичай самки виростають до 65 і більше см, самці до 75 см. Оптимальна вага для пса починається з позначки 26 кг, для суки — 20 кг. Худа і мускулиста статура вовкособаки забезпечує більшу витривалість до тривалого бігу.

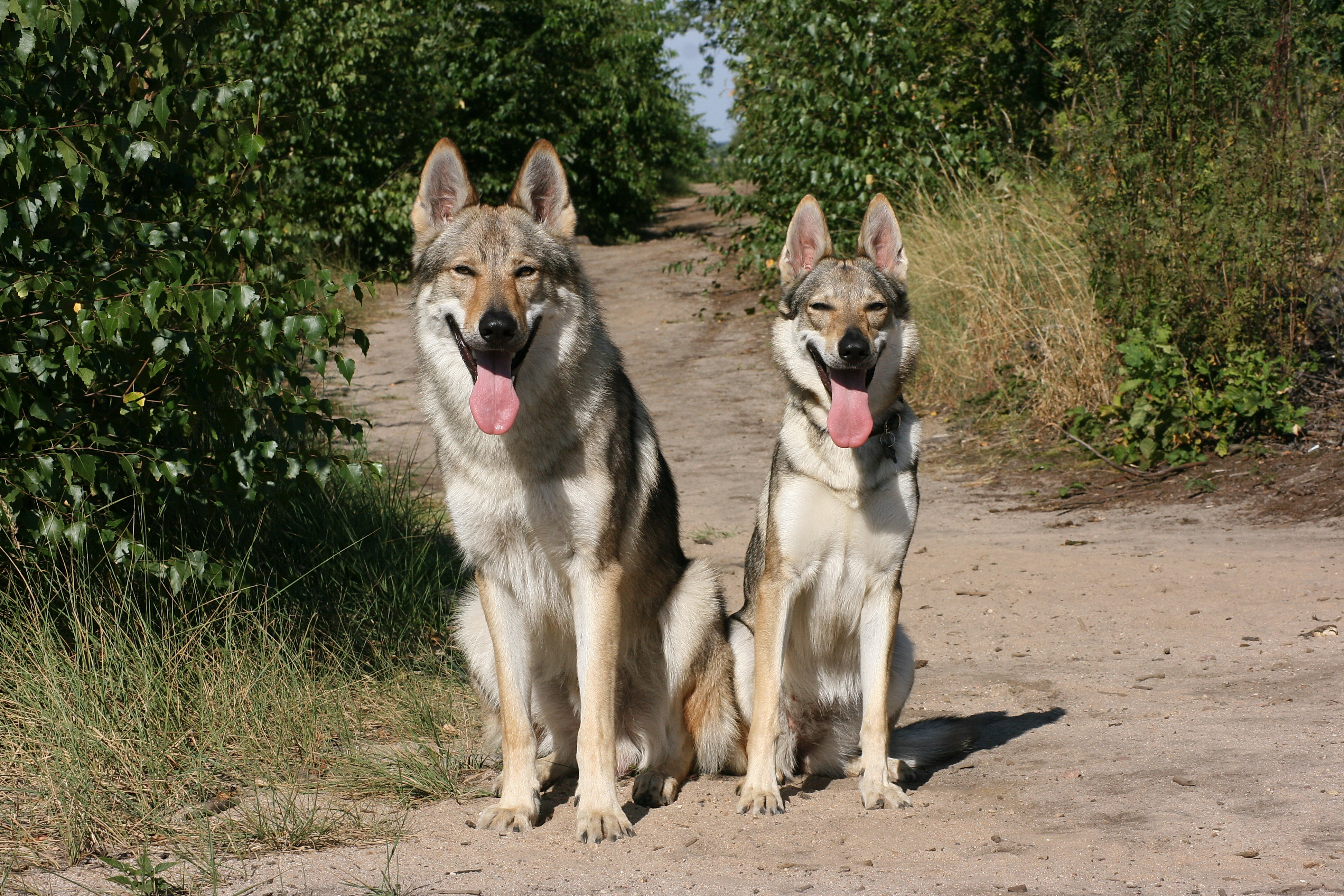
Статевий диморфізм

Голова розвинена, пропорційна до тіла і нагадує тупий клин. Важливою особливістю є біла вовча маска навколо рота, на підборідді та нижній частині шиї, вузькі, скісно розміщені світло-бурштинового кольору очі, вуха короткі, стоячі, трикутної форми. На вузькій морді помітні м'язисті вилиці. Симетричні щелепи мають ножицеподібний прикус. Овальний кінчик носа чорного кольору.
Шия порівняно довга, загривок виражений, спина широка. Грудна клітка грушоподібна, живіт підтягнутий, злегка запалий по боках. Трохи опуклий поперек розвинений помірно. Круп горизонтальний і короткий. Еластична і пружна шкіра позбавлена пігментації та складок. Лінія хребта і спини пряма. Міцні, довгі та прямі кінцівки розміщені досить близько одна до одної й вузька позиція передніх ніг з вигнутими лапами. Хвіст сягає до щиколотки, зазвичай висить, але підіймається вгору при бігу і стає подібним до серпа. Типовим рухом є низький, просторий клус. Чехословацька вовкособака — це стійкий рисак, навчені особи пробігають відстань 100 км із середньою швидкістю 11–13 км/год.

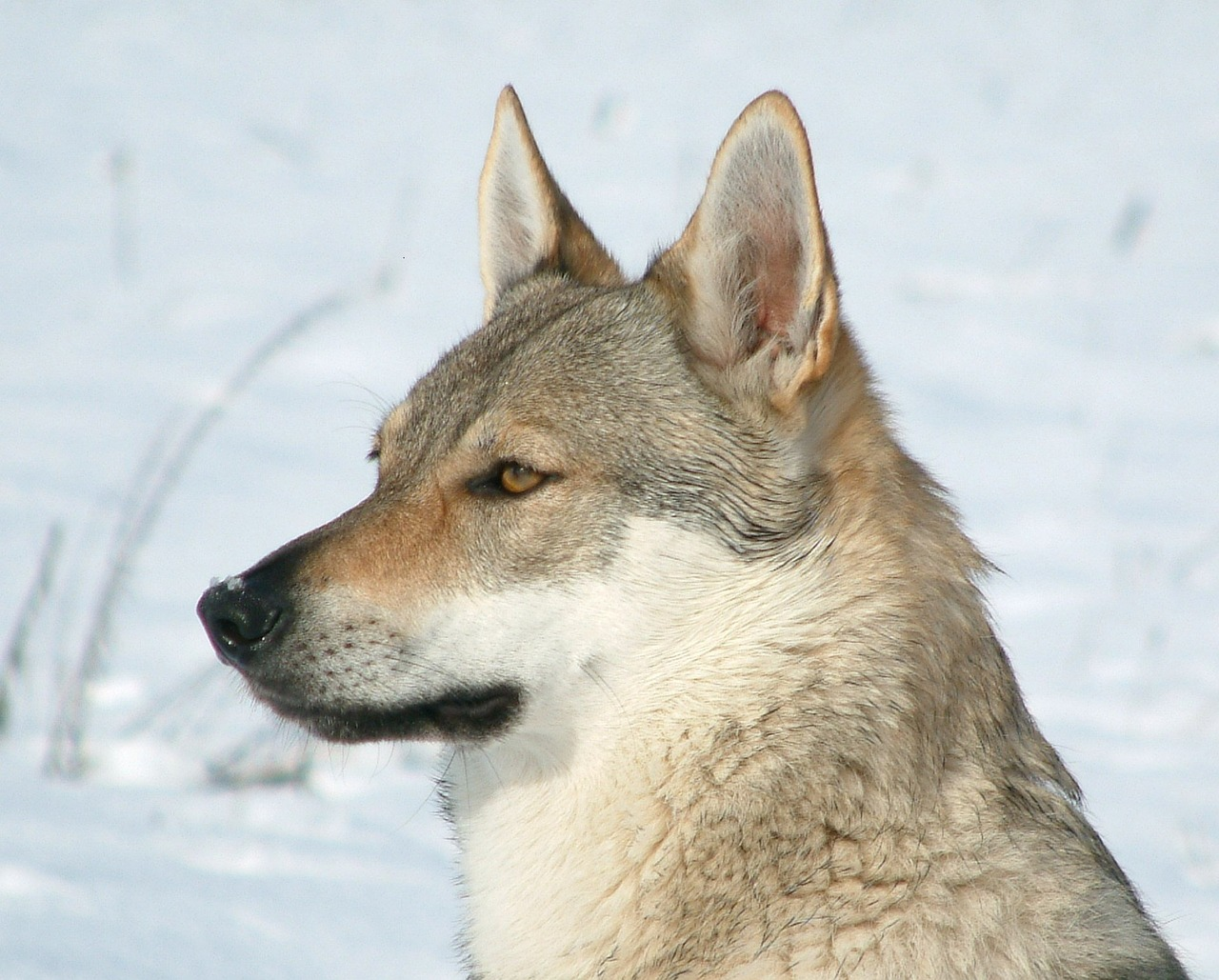
Голова молодого пса

Пряма і дуже густа шерсть чехословацької вовкособаки змінює свої властивості залежно від сезону, до зими виростає щільне підшерстя, яке оберігає собаку від морозу. Вовчо-сіре хутро всіх відтінків від сріблясто-сірого до темно-сірого покриває все тіло, включаючи черево, тильну частину стегон, міжпальцевий простір і внутрішні поверхні вух. Забарвлення специфічне — від жовтувато-сірого до сіро-сріблястого. Світле волосся є також на шиї й спереду на грудній клітці. Стандарт допускає темно-сіре забарвлення корпусу зі світлою маскою.

## Поведінка та характер собаки
Окрім зовнішності вовка, чехословацька вовкособака має також багато вовчих характеристик. Від вовка в гібриді залишилися інстинкти зграї та природна недовіра до людей. Тварина потребує частого перебування в дикій природі й непридатна для розведення в місті. Це серйозна порода, яку не можна довіряти новачкам і дітям. Чехословацьку вовкособаку розводили для потреб армії, пізніше переорієнтували для цивільних цілей — пошуково-рятувальної, слідової та пастушої роботи, захисно-караульної служби, полювання, а також спортивних змагань. Темпераментом вовкособака нагадує німецьку вівчарку, в жилах якої періодично грає дика вовча кров. Це проявляється в характерному погляді й особливості поведінки в собачій зграї. Самки демонструють яскравий материнський інстинкт. Гібрид вирізняється великою витривалістю, стійкістю до несприятливої погоди та здатністю діяти самостійно.
Чехословацька вовкособака — дуже активна тварина, недовірлива до незнайомих людей. Дресирувати її складніше, ніж німецьку вівчарку. Переважає так звана «цілеспрямована поведінка», це означає, що заставити її повторити якусь вправу досить важко. Вихованням вовкособаки повинен займатися лише досвідчений кінолог.

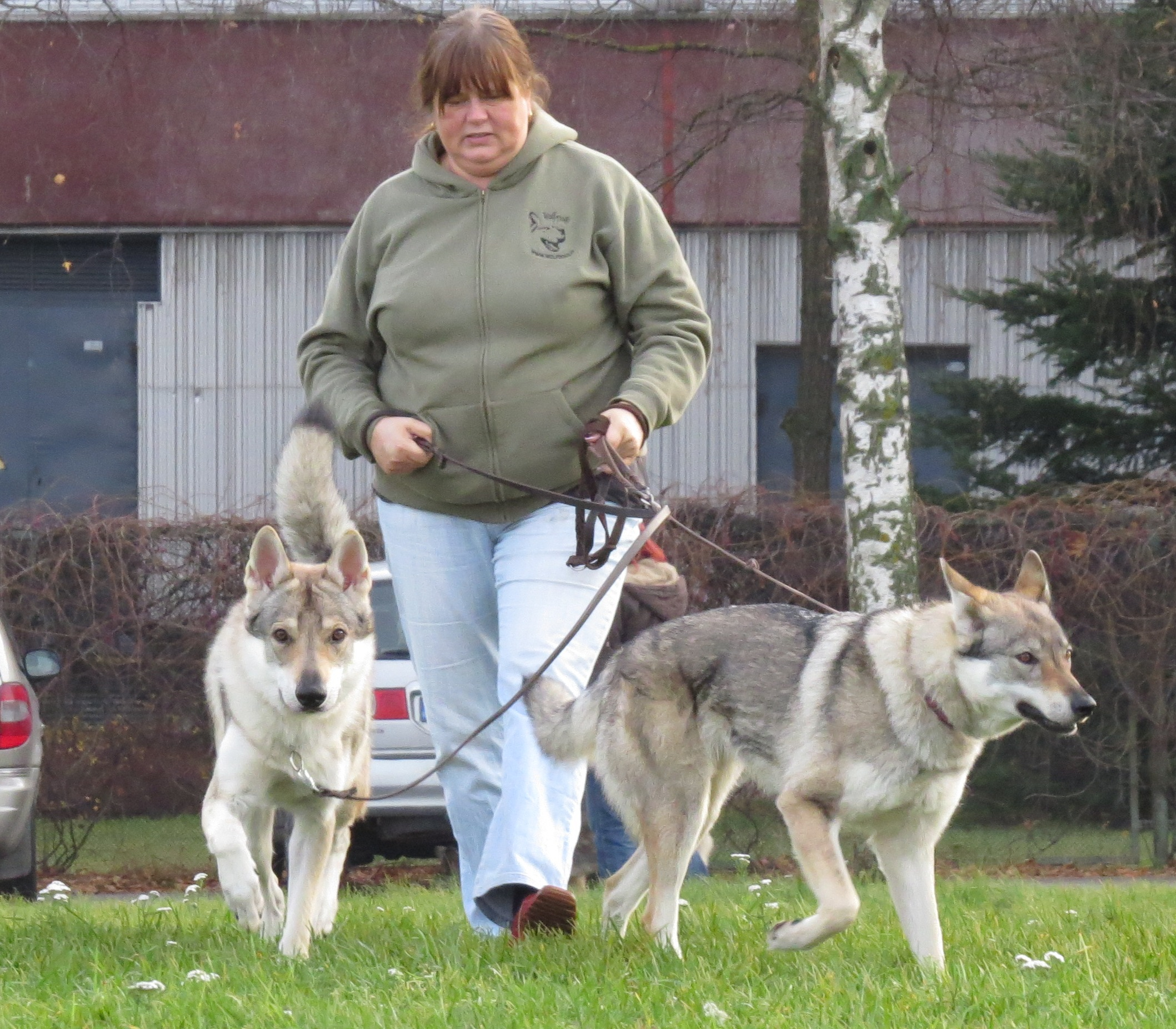

Тварини звикають до господаря, дуже йому вірні та тя́жко страждають від змін, їм дуже важко звикнути до нового господаря. Чехословацькі вовкособаки успадкували від вовків сильний інстинкт зграї, якщо вони живуть разом, то формують зграю і в них панує поведінка зграї. Між самцями й самками цієї породи виникає міцне партнерство на все життя. Іноді самець, який стало живе в парі з самкою, відмовляється покривати інші суки. Вовкособаки рідко гавкають, вони більше виють або скиглять. Залишена на самоті, може дуже голосно кликати свого господаря чи собачого партнера далекосяжним довгим завиванням.
Високий інтелект підкріплюється холоднокровністю, блискавичною реакцією і незалежністю, завдяки чому особина готова самостійно діяти в екстремальних ситуаціях без команди хазяїна. Тварина врівноважена, енергійна і смілива, що робить її чудовим охоронцем і захисником. Дружить з усіма членами сім'ї, але підпорядковується тільки господареві. Незнайомим не довіряє, когось ігнорує, а до когось відчуває відкриту неприязнь. Непогано уживається з домашніми тваринами, особливо з котами й маленькими собаками. Не дуже любить ділити територію з дорослими псами. На прогулянках бігає за вуличними котами й птахами.